# 波月荘
波月荘（はづきそう）は、千葉県夷隅郡御宿町にある宿泊施設。

## 概要
扱いは保養所である。少し小さめの宿泊施設ながらも、充実した設備を備えている。特に、風呂から眺める事の出来る海岸は絶景である。

## 客室
海に関係した言葉を冠する7つの客室がある。
- 浜木綿（はまゆう）
- 白砂（しらすな・はくさ）
- 渚（なぎさ）
- 磯（いそ）
- 潮（しお）
- 岬（みさき）
- 月（つき）[1]

## 所在地
- 千葉県夷隅郡御宿町岩和田426

## その他
付近に、岬の上に立った展望台がある。そこからの景色もまた良い。